# Bentévi
A bentévi (Pitangus sulphuratus) a madarak osztályának a verébalakúak (Passeriformes) rendjébe, a királygébicsfélék (Tyrannidae) családjába tartozó Pitangus nem egyetlen faja.
Magyar neve valószínűleg a portugál bem-te-vi-ből ered, az pedig a gyakori és jellegzetes kiáltását utánozza.

## Előfordulása
Dél-Amerikában gyakori és feltűnő madár, a városokban is előfordul. Mexikóban és Dél-Texasban is költ. A karib-szigetek közül Trinidad és Tobago szigetein él. Trinidadon őshonos faj, Tobago szigetére csak 1957-ben telepítették be. Az 1970'-es években meghonosították a Bermuda-szigeteken is.

## Megjelenése
Testhossza 22-27 centiméter, testtömege 63 gramm. 
Feje fekete, néhány sárgás tarkótollal és erős fehér szemfeletti szalaggal. A háta, szárnyai és farka barnás színűek, vörösbarna szegélyekkel. Melle fehér, hasa sárga.
|  |

## Alfajai
- Pitangus sulphuratus sulphuratus
- Pitangus sulphuratus argentinus
- Pitangus sulphuratus bolivianus
- Pitangus sulphuratus caucensis
- Pitangus sulphuratus derbianus
- Pitangus sulphuratus guatimalensis
- Pitangus sulphuratus maximiliani
- Pitangus sulphuratus rufipennis
- Pitangus sulphuratus texanus
- Pitangus sulphuratus trinitatis

## Életmódja
Az élénk és feltünő madár szinte mindenevő. Légykapószerűen vadaszik rovarokra, de kis rágcsálókat is megtámad, sőt sekély vízben még kis halakra és békákra is bukik. Ezenkívül bogyókat és gyümölcsöt is fogyaszt.

## Szaporodása
Fákon vagy telefonpóznákon fészkel, fészekalja 2-3 tojásból áll.

## Képek

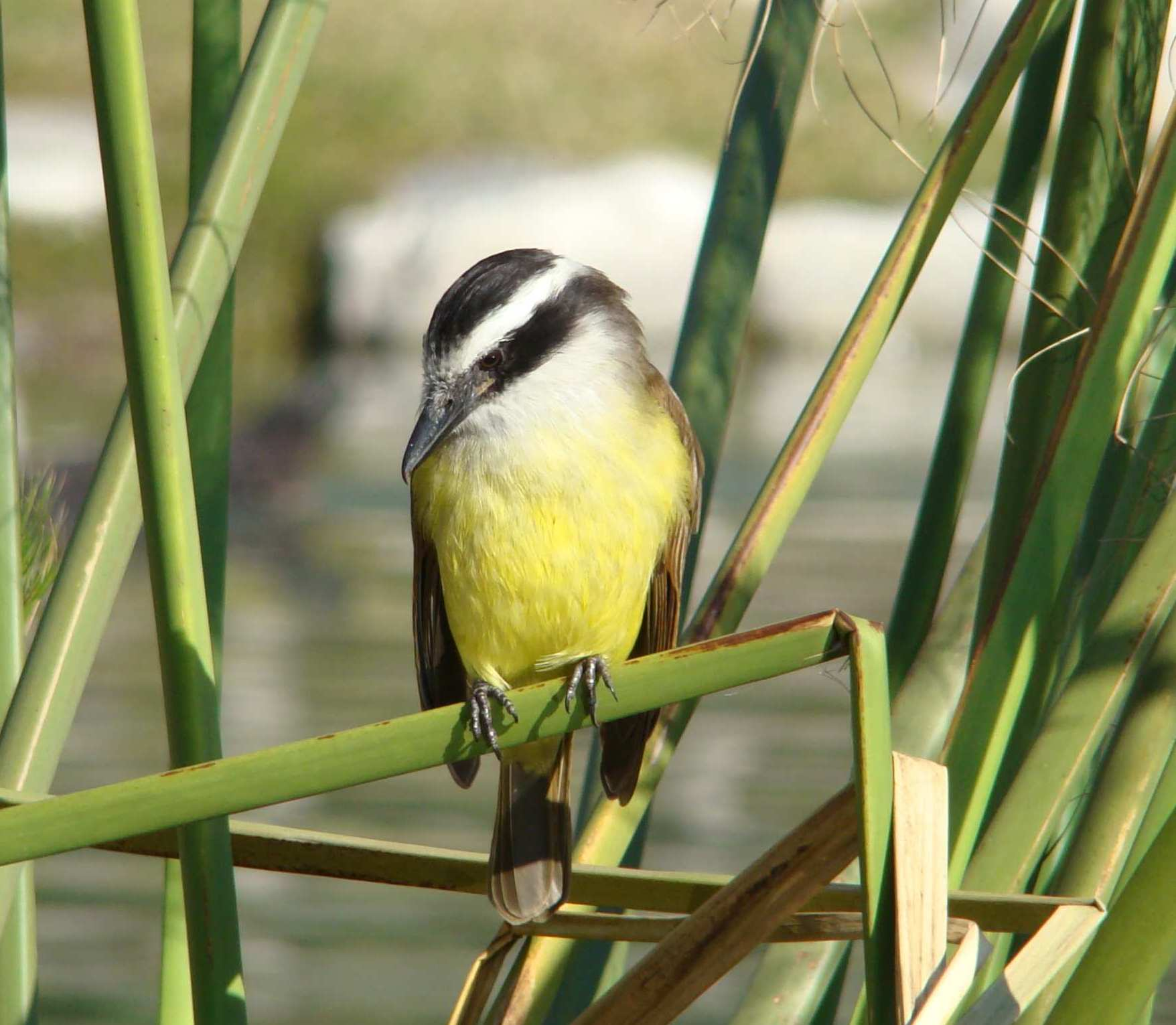
Buenos Aires (Argentína)
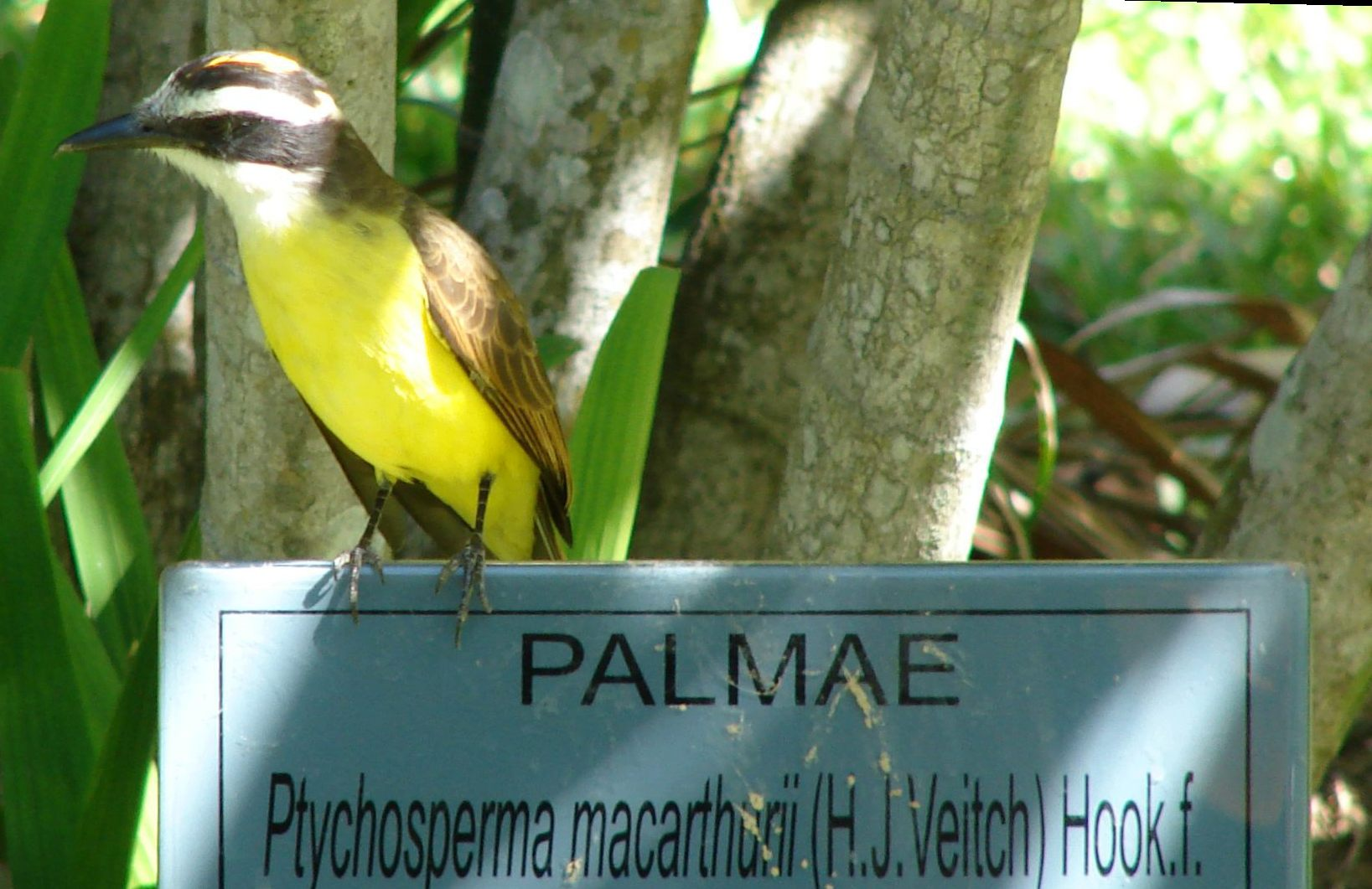
Bem-te-vi Rio de Janeiro botanikus kertjében (Brazília)
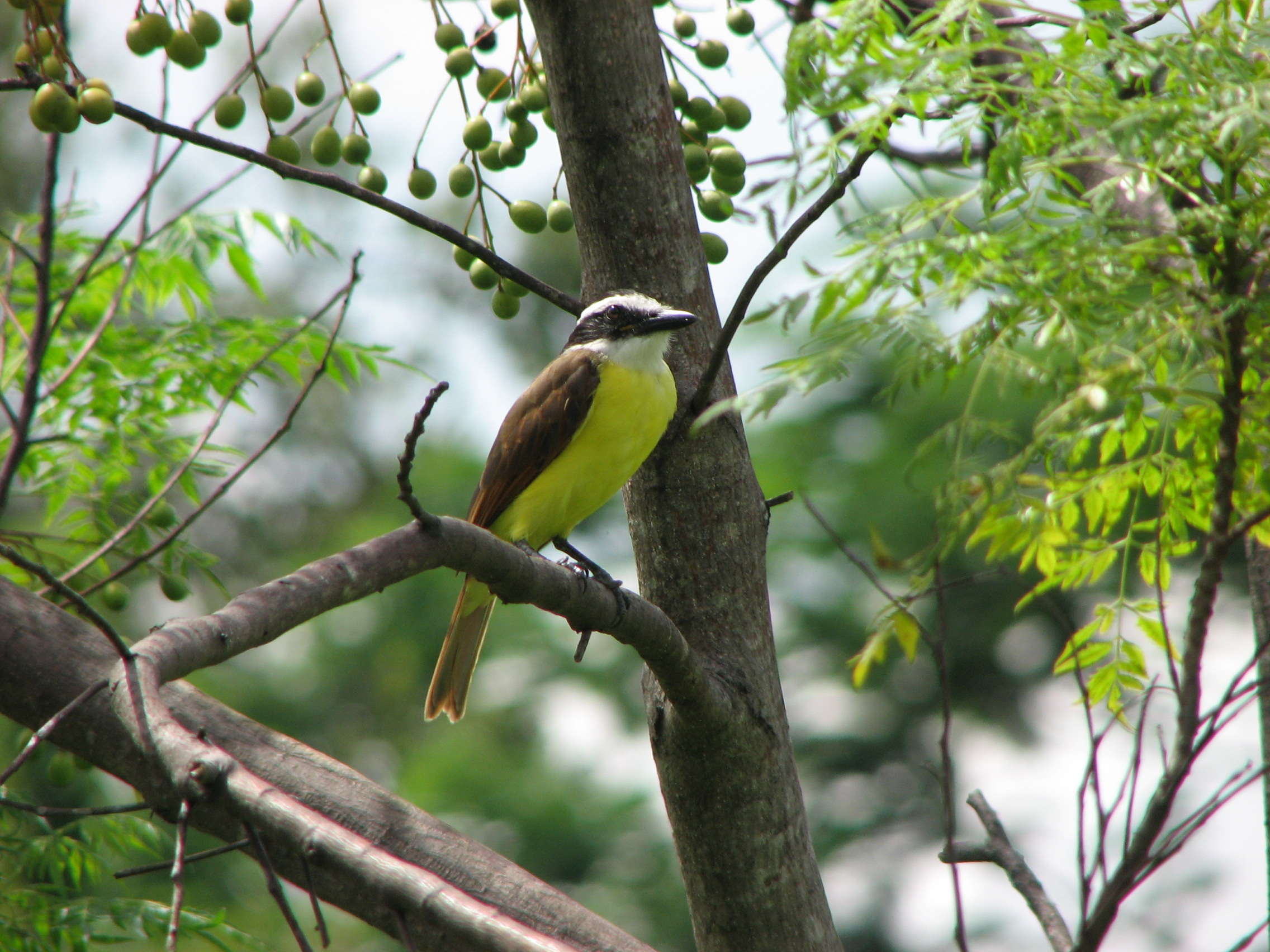
San Salvador (Salvador)
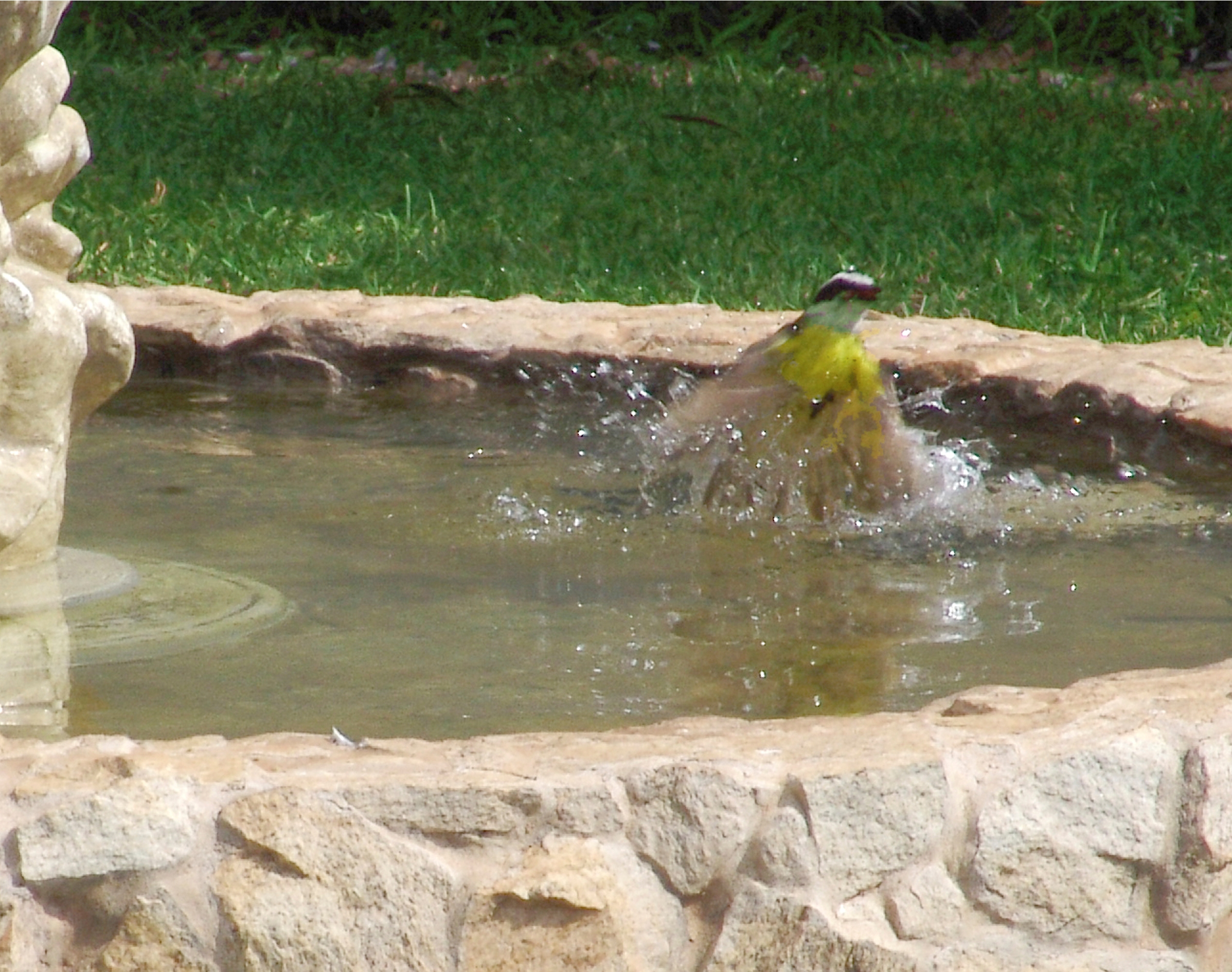
Fürdő egy szökőkútban